# 1944 dans les parcs de loisirs
| Années des parcs de loisirs : 1941 - 1942 - 1943 - 1944 - 1945 - 1946 - 1947    |
| Décennies des parcs de loisirs : 1910 - 1920 - 1930 - 1940 - 1950 - 1960 - 1970 |

## Parcs d'attractions

### Fermeture
- Luna Park de Coney Island ( États-Unis)